# Emprepes
Emprepes is een geslacht van vlinders van de familie grasmotten (Crambidae).

## Soorten
- E. flavomarginalis (Amsel, 1951)
- E. maesi Mey, 2011
- E. pudicalis (Duponchel, 1832)
- E. sudanalis (Zerny, 1917)